# Kaempferia galanga
Cananga-do-japão (Kaempferia galanga) é uma planta ornamental da família Zingiberaceae. É originária da Ásia. Possui folhas grandes, alongadas e que se juntam na base. As flores são brancas e tubulosas.

## Etimologia
"Cananga" é oriundo do malaio kananga.